# Liste der Monuments historiques in Pompierre
Die Liste der Monuments historiques in Pompierre führt die Monuments historiques in der französischen Gemeinde Pompierre auf.

## Liste der Immobilien
| Bezeichnung      | Beschreibung                                          | Standort                         | Kennzeichnung | Schutzstatus | Datum | Bild           |
| ---------------- | ----------------------------------------------------- | -------------------------------- | ------------- | ------------ | ----- | -------------- |
| Kirche St-Martin | Portal aus dem 12. Jahrhundert an der Kirche von 1858 | Rue Chevalier de la Barre (Lage) | PA00107225    | Classé       | 1908  | weitere Bilder |